# Audi Skysphere Concept
L'Audi Skysphere est un concept car de roadster 100 % électrique et autonome du constructeur automobile allemand Audi présenté en 2021 préfigurant un modèle Grand Tourisme (GT) bénéficiant d'un empattement variable.

## Présentation
Le concept car Audi Skysphere Concept est présenté le 10 août 2021 au studio de design d’Audi à Malibu, aux États-Unis, où il a été conçu et dessiné, puis le 15 août 2021 au Pebble Beach Concours d'Elegance.
La Skysphere fait partie de trois concept cars présentés par Audi en 2021 avec le Grandsphere et l'Urbansphere.

## Caractéristiques techniques
Le style de ce concept car, qui prend la forme d'un roadster préfigurant l'avenir du design d'Audi, est futuriste. Son intérieur possède un espace interactif intégré dans un écosystème numérique. La Skysphere a une importante particularité : elle dispose d'un empattement variable.
Elle offre deux modes de conduite différents : un mode Grand Tourisme et un mode Sport. En mode Sport, le conducteur est au volant d'un roadster de 4,94 mètres de long. En mode Grand Tourisme, l'empattement est étiré à son maximum et le véhicule, désormais de 5,19 mètres de long, devient un modèle Grand Tourisme avec une conduite autonome. La Skysphere, une fois autonome, est aussi capable de gérer de manière indépendante le stationnement et la recharge.
Ce concept car repose sur des roues de 23 pouces et possède une suspension pneumatique ainsi que des roues arrière directrices pour lui procurer plus d'agilité malgré des dimensions imposantes.
Son empattement est variable, grâce à un mécanisme sophistiqué qui permet de faire glisser des éléments de carrosserie et de châssis les uns dans les autres. Ainsi, la longueur de la Skysphere peut varier sur 250 millimètres. La garde au sol de ce concept car est quant à elle ajustée de 10 mm dans le but d'améliorer le confort et la conduite. Sa masse est de seulement 1 800 kg, alors que l'e-tron GT, un modèle de série entièrement électrique produit par Audi, pèse plus de 2 400 kg.

### Motorisation
La Skysphere dispose d'un seul moteur électrique installé sur le train arrière. Ce moteur possède une puissance de 465 kW ou 632 ch, et son couple atteint 750 N m.
Grâce à une batterie de 80 kWh, la Skysphere propose une autonomie de 500 km en mode GT classique.